# Халилов, Курбан Али оглы
Курба́н Али́ оглы́ Хали́лов (2 [15] ноября 1906, Калхуран, Иранский Азербайджан — 20 марта 2000, Баку) — советский азербайджанский государственный и партийный деятель. Председатель Президиума Верховного Совета Азербайджанской ССР (1969—1985). Заместитель председателя Президиума Верховного Совета СССР (1970—1986), министр местной промышленности (1956—1958) и финансов (1958—1969) Азербайджанской ССР. Член бюро ЦК КП Азербайджана (1971—1985).

## Биография
Родился 15 ноября 1906 года в селе Кягралан Иранского Азербайджана (ныне село Калхуран-е-Виянд провинции Ардебиль).
Начал трудовую деятельность чабаном в 1920 году в местности Кишлы близ Баку. В 1923—1926 годах обучался в фабрично-заводском училище, с 1926 года — помощник токаря на заводе имени Монтина в городе Баку.
В 1928—1933 годах обучался в Азербайджанском индустриальном институте имени М. А. Азизбекова, окончил его по специальности инженер-механик. В 1932—1935 годах — инженер-технолог на машиностроительном заводе имени С. М. Кирова треста «Азнефтемаш», в 1935—1937 годах служил в РККА, в 1937 году — начальник механосборочного цеха машзавода имени С. М. Кирова.
В 1937—1942 годах — директор машиностроительных заводов имени лейтенанта Шмидта, имени С. М. Кирова, имени Воровского, имени Ф. Э. Дзержинского в городе Баку. В годы Великой Отечественной войны заводы под руководством Халилова производили снаряды для фронта, за особые заслуги в годы войны Халилов был награжден орденами Красной Звезды и Трудового Красного Знамени.
В 1942—1946 годах — на партийной работе: заместитель секретаря, секретарь по машиностроительная промышленности Бакинского городского комитета КП(б) Азербайджана.
В 1946—1948 годах — заместитель начальника объединений «Азнефть» и «Азнефтеразведка», в 1948—1953 годах — управляющий трестом «Азпереселенстрой», заместитель министра совхозов Азербайджанской ССР, в 1953 году управляющий «Азсовхозтрестом», в 1953—1954 годах — начальник треста «Парагачайстрой» Парагачайского рудоуправления в Ордубадском районе Нахичеванской АССР.
В 1954—1955 годах — заместитель министра промышленности строительных материалов Азербайджанской ССР, в 1955—1956 годах — заместитель председателя исполкома Бакинского городского Совета депутатов трудящихся. 
С 14 июля 1956 года по 3 ноября 1958 года — министр местной промышленности, с 3 ноября 1958 года по 25 декабря 1969 года — министр финансов Азербайджанской ССР.
С 25 декабря 1969 года по 30 декабря 1985 года — председатель Президиума Верховного Совета Азербайджанской ССР, одновременно в 1970—1986 годах — заместитель Председателя Президиума Верховного Совета СССР.
С 1985 — персональный пенсионер союзного значения.

Мемориальная доска Курбану Халилову в Баку

С 1926 года состоял в КПСС, делегат XXIV (1971), XXV (1976), XXVI (1981), XXVII (1986) съездов КПСС, XIX Всесоюзной партийной конференции (1988). Член Центральной ревизионной комиссии КПСС (1971—1986). Делегат XIII, XIV, XIX, XXII, XXIII, XXIV, XXV, XXVI, XXVII, XXVIII, XXIX, XXX, XXXI и XXXII съездов Компартии Азербайджана, в 1956—1971 и 1986—1991 годах — член ЦК КП Азербайджана, в 1971—1986 годах — член бюро ЦК КП Азербайджана.
Депутат Совета Национальностей Верховного Совета СССР 8—11 созывов от Азербайджанской ССР (1970—1989), депутат Верховного Совета Азербайджанской ССР 2-го, 5-го, 6-го, 7-го, 8-го, 9-го, 10-го и 11-го созывов (1946—1951, 1959—1990).
Скончался 20 марта 2000 года в городе Баку на 94 году жизни. В честь столетия в 2006 году именем Халилова названа улица в Ясамальском районе города Баку.

## Награды и звания
Награждён четырьмя орденами Ленина, орденом Октябрьской Революции, двумя другими орденами, а также медалями.